# Лілія філадельфійська
Лі́лія філадельфійська  (Lilium philadelphicum) — багаторічна цибулинна рослина, один з видів роду лілія (Lilium) родини лілійних. Серед англійських народних назв — лілія прерії, лілія деревна, західна червона лілія.
Лілія лісова — єдиний вид лілій, який росте в Північній Америці в дикорослому стані, крім приморських провінцій Канади.
Мовою крі квітка відома як «Вікікан».
Мутант виду — західна червона лілія (L. philadelphicum andinum), офіційна квітка провінції Саскачевану з 1942. Емблема західної червоної лілії знаходиться на провінційному прапорі Саскачевану.
Форма квітки — димар з діаметром 3-4 см. Суцвіття китицеподібне із 1-5 квіток, пухке, заввишки 30-90 см.
Цвітіння — початок червня).
Цибулина червона і помаранчева часто з коричневими і фіолетовими плямами.

## Поширення
Лілія лісова — рідкісна рослина, поширена у помірній зоні майже по всій Північній Америці, крім приморських провінцій Канади.